# الملكة الأم

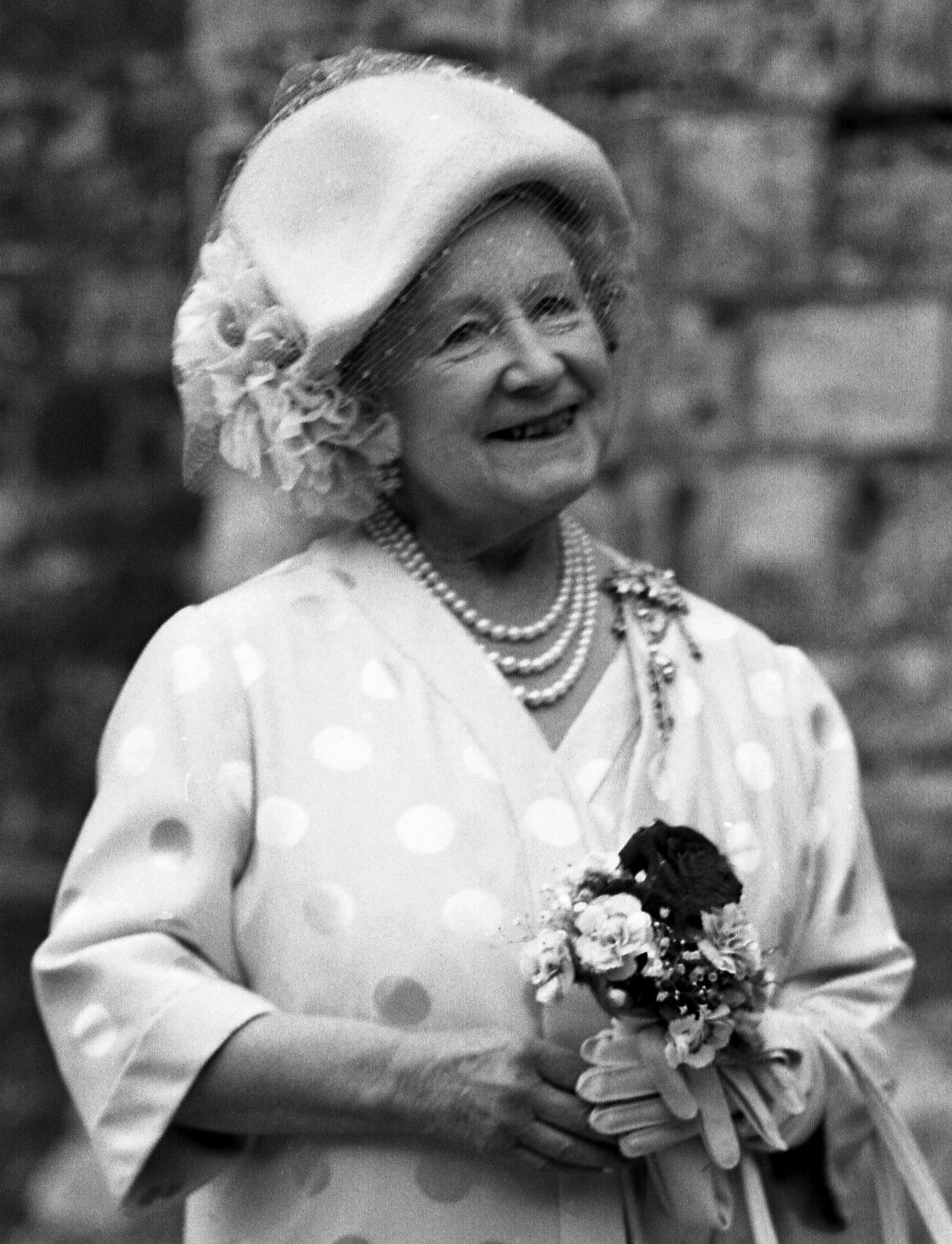

الملكة الأم هي الملكة الأرملة التي تكون في نفس الوقت أم الملك الحاكم. وقد استخدم هذا المصطلح في اللغة الإنجليزية منذ عام 1577. نشأ الاسم في الأنظمة الملكية الوراثية في أوروبا، ويستخدم أيضاً لوصف عدد من المفاهيم الملكية المتميزة المماثلة في الثقافات غير الأوروبية في جميع أنحاء العالم.
«الملكة الأم» اسم عادةً يطلق على إليزابيث باوز ليون الملكة الأم، 1900-2002 (ملكة، 1936-1952، ملكة أم، 1952-2002)، التي كانت والدة الملكة إليزابيث الثانية.